# Белонос сомнительный
Белонос сомнительный, или стрекоза сомнительная, или белоноска маленькая, (лат. Leucorrhinia dubia) — вид стрекоз из рода Leucorrhinia.

## Описание
Длина 31—36 мм, брюшко 21—27 мм, заднее крыло 23—28 мм. У самцов тёмное базальное пятно на задних крыльях занимает собой более 3 ячеек вдоль крыла. Контрастные пятна, располагающиеся на брюшных тергитах обычно хорошо развиты, но небольшого размера. Птеростигма у взрослых самцов красно-бурого цвета. У самок пятно на верхней стороне седьмого тергита брюшка такой же окраски, как остальные. Все пятна жёлто-оранжевого цвета и хорошо развиты. У обоих полов нижняя губа и анальные придатки чёрного цвета. Основание задних крыльев имеет тёмное непрозрачное пятно. Жилкование крыльев также тёмное.

## Ареал
Встречается на торфяных болотах с Северной Европы на восток до Сибири. В южной части Европы существуют популяции в некоторых горных районах, таких как Альпы и Пиренеи. В Великобритании — редкий вид, преимущественно обитающий на Шотландском нагорье. В России распространён всюду, кроме Дальнего Востока.
На Украине — очень редкий вид, обнаруженный в Киевской области и на большой высоте в Карпатах. Сообщение о находках личинок этого вида в Днепровско-Бугском лимане вызывает сомнения в правильности их определения.

## Биология
Время лёта: середина мая — август включительно. Вид связан с лесными ландшафтами, встречается преимущественно в болотистых местностях, у небольших озёр. Размножается в стоячих и заболоченных, преимущественно небольших водоёмах со слабо развитой водной растительностью, иногда также на верховых болотах. Самка откладывает яйца, сбрасывая их в воду, реже у кромки воды.